# (22500) Grazianoventre
(22500) Grazianoventre est un astéroïde de la ceinture principale découvert en 1997.

## Description
(22500) Grazianoventre a été découvert le 26 juillet 1997 à l'observatoire astronomique de Sormano à Sormano en Italie par Piero Sicoli et Augusto Testa .

### Caractéristiques orbitales
L'orbite de cet astéroïde est caractérisée par un demi-grand axe de 3,17 UA, un périhélie de 2,63 UA, une excentricité de 0,17 et une inclinaison de 1,26° par rapport à l'écliptique. Du fait de ces caractéristiques, à savoir un demi-grand axe compris entre 2 et 3,2 UA et un périhélie supérieur à 1,666 UA, il est classé, selon la JPL Small-Body Database, comme objet de la ceinture principale d'astéroïdes.

### Caractéristiques physiques
(22500) Grazianoventre a une magnitude absolue (H) de 13,4 et un albédo estimé à 0,230.